# Stolnica sv. Hilarija in Tacijana, Gorica
Metropolitska stolnica svetega Hilarija in Tacijana (italijansko Cattedrale metropolitana dei Santi Ilario e Taziano Martiri), v Gorici je stolnica Nadškofije Gorica in glavni kraj katoliškega bogoslužja mesta. Običajno jo imenujejo enostavno Goriška stolnica (italijansko Duomo di Gorizia).